# Carrer Major de Cervera
El Carrer Major és un dels carrers més importants de la ciutat de Cervera (Segarra). Al llarg d'aquest carrer s'hi poden observar diverses façanes caracteritzades per obertures d'arc rebaixat, amb la clau central i petites finestres sota teulada. És una clara influència de l'arquitectura de la Universitat i de l'època d'esplendor que va viure la ciutat amb el seu establiment.

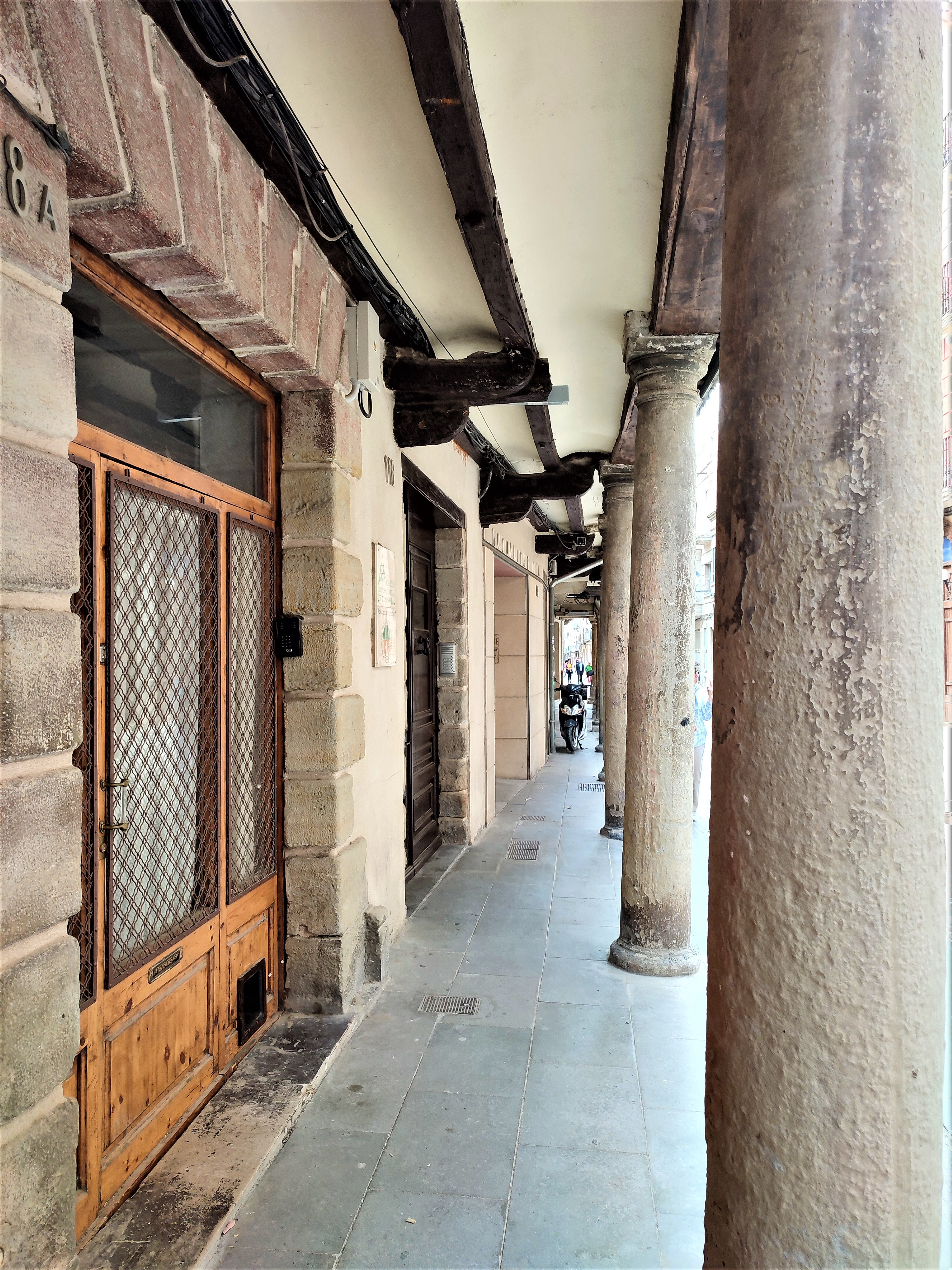
Porxos del carrer Major

Dos dels trams del carrer es caracteritzen pels porxos de les cases, catalogats com a Bé Cultural d'Interès Local.

## Edificis destacats
- Número 15: Hospital de Sant Joan de Jerusalem (s. XII). Era una casa delmera de l'ordre dels Hospitalers. Damunt una de les seves portes destaca la creu de Malta. La façana va ser remodelada al s. XVIII per Jaume Padró. Actualment, als baixos, hi ha instal·lat el Museu del Blat i la Pagesia.
- Número 64: Conjunt arquitectònic de la Companyia de Jesús. Actualment, acull la residència geriàtrica Mare Janer, l'auditori municipal i la capella de la Mare de Déu de l'Incendi. En aquest espai s'hi reunirem les Corts Catalanes que, presidides per Pere el Cerimoniós, han estat considerades una fita en la creació de la Generalitat de Catalunya. El 1452 s'hi van firmar les capitulacions matrimonials dels Reis Catòlics i en època de la Universitat va ser el Col·legi de Sant Carles que tingué com a hoste Jaume Balmes.[5]
- Número 79: Casa Delmera de la Generalitat. En la llinda d'un dels balcons hi ha l'escut amb la creu.
- Número 92: Casa Joan (s. XVI). Pot apreciar-se la data de 1556 sobre una de les finestres. Les obertures de les golfes són típiques de les cases senyorials catalanes del XVI.
- Número 103: Convent de Sant Agustí (s. XIV-XV), actualment regentat per monges del Sagrat Cor de Maria. Conserva la primitiva fesomia medieval tot i la restauració posterior.
- Número 115: Casa Duran i Sanpere. Casa pairal d'Agustí Duran i Sanpere, amb façana decorada amb esgrafiats. Conserva en el primer pis el mateix mobiliari i roba de principis del s. XX. És la seu principal del Museu Comarcal de Cervera.[6]

## Carrers germans
- Plaça de Santa Anna (entrada nord)
- Carreró del Salí (o carrer de Sau)
- Carreró de les Bruixes
- Carrer de Mare Janer
- Carreró del Sabater
- Plaça Major, a l'entrada sud